# Districtul Përmet

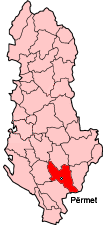
Districtul Përmet în Albania

Përmet este un district în Albania.
1. 1 2  GeoNames